# Lövträdsmarker i Jönköping-Huskvarna
Lövträdsmarker i Jönköping-Huskvarna este o arie protejată (arie specială de conservare — SAC, sit de importanță comunitară — SCI, arie de protecție specială avifaunistică — SPA) din Suedia întinsă pe o suprafață de 636,3 ha, integral pe uscat.

## Localizare
Centrul sitului Lövträdsmarker i Jönköping-Huskvarna este situat la coordonatele 57°46′06″N 14°14′55″E / 57.7684°N 14.2485°E.

## Înființare
Situl Lövträdsmarker i Jönköping-Huskvarna a fost declarat sit de importanță comunitară în mai 2006 pentru a proteja 5 specii de animale. Alte tipuri de protecție:
- arie de protecție specială avifaunistică (în mai 2006)[2]
- arie specială de conservare (în ianuarie 2014)[1][3][4]

## Biodiversitate
Situată în ecoregiunea boreală, aria protejată conține 7 habitate naturale: Pajiști fino-scandinave uscate până la mezice, bogate în specii de altitudine mică, Pășuni din zone de pădure fino-scandinave, Păduri pe pante, grohotișuri și ravene de Tilio-Acerion, Păduri de stejar sau de stejar și carpen sub-atlantice și medio-europene de Carpinion betuli, Păduri caducifoliate bătrâne naturale hemiboreale fino-scandinave (Quercus, Tilia, Acer, Fraxinus sau Ulmus) bogate în specii epifite, Păduri caducifoliate de mlaștină fino-scandinave, Păduri de fag Luzulo-Fagetum.
La baza desemnării sitului se află mai multe specii protejate de  păsări (5): ciocănitoare neagră (Dryocopus martius), muscar (Ficedula parva), ciuvică (Glaucidium passerinum), sfrâncioc roșiatic (Lanius collurio), viespar (Pernis apivorus).